# Учеватов Віктор Миколайович
Віктор Миколайович Учеватов (рос. Виктор Николаевич Учеватов; 10 лютого 1983, м. Ангарськ, СРСР) — російський хокеїст, захисник. Виступає за «Єрмак» (Ангарськ) у Вищій хокейній лізі.
Вихованець хокейної школи «Єрмак» (Ангарськ). Виступав за «Олбані Рівер-Ретс» (АХЛ), «Сан-Антоніо Ремпідж» (АХЛ), «Рочестер Амеріканс» (АХЛ), «Сєвєрсталь» (Череповець), «Амур» (Хабаровськ), «Нью-Мексико Скорпіонс» (CHL), «Мілвокі Адміралс» (АХЛ), «Редінг Роялс» (ECHL).
У складі юніорської збірної Росії учасник чемпіонату світу 2001.
Досягнення
- Переможець юніорського чемпіонату світу (2001).